# Brasil nos Jogos Pan-Americanos de 1999
O Brasil competiu nos Jogos Pan-Americanos de 1999 em Winnipeg, no Canadá.